# Вебогляд
Вебогляд — термін запозичений і використовується нарівні з класичним оглядом в сучасній журналістиці. Це аналітичний жанр, який передбачає опис об'єкта, проблеми або ситуації в чіткої, лаконічної і простій формі.

### Завдання
Головним завданням вебогляду є максимально корисне, актуальне освітлення об'єкта огляду для масової аудиторії.
Відмітною рисою є вираження думок оглядача в інтернет — просторі.

### Визначення вебогляд
Визначення «вебогляд» розуміється як аналіз, вивчення, оцінка, підбивання підсумків, прогнозування щодо даного об'єкту.
Даний жанр є ключовим в побудові думки індивідуума (а саме — експерта), а в подальшому — позиції великих соціальних верств населення.

### Результат
Результатом є — формування громадської думки, а також вплив на інформаційну діяльність різних підприємств і організацій, а також представників політичної еліти, акторів, співаків та інших медійних осіб.

### Особливості вебоглядів
- Вебогляд привертає змістом і формою.

Він повинен бути цікавим, пізнавальним, злободенним, чітко висловлювати позицію автора щодо події або об'єкта.
- Вебогляд повинен містити достатню кількість фактів, для аргументування позиції автора.

Використовується схема: теза — аргументи — висновок, щодо запропонованої тези.
- Подача вебогляду, як в інтернет-виданнях, соцмережах, так і в форматі відео-, аудіо- повинна бути доступною, легкою у викладі, що не перенасиченої термінологією, з наявністю цитат і прикладів і унікального оформлення.
- Вебогляд є суб'єктивним жанром інтернет-журналістики. Але рівень довіри до автора збільшується щодо логічного побудови матеріалу і неупередженості оглядача.

### Види вебоглядів
Рейтинги — оглядачі характеризують події в сферах кіно, літератури і мистецтва, порівнюють стилі популярних персон, оцінюють різні реформи і законопроєкти. Ключовим є визначення найактуальніших позицій рейтингу, відповідно з думкою світових і заслужених експертів. Наприклад, рейтинг найбільш продаваних марок телефонів за 2016 рік.
Вебогляди по різних категоріях. Наприклад, «Подорожі», «Мода», «Події і заходи», «Кіно», «Музика», «Мистецтво» та інші. Присвячується певній темі. Головною умовою є актуальність і популярність. Автор проводить аналіз і на підставі фактів робить висновок. Даний вид вебогляду дає аудиторії максимально точне уявлення про об'єкт. Наприклад, огляд книг з жанру «антиутопії».
Анонімні вебогляди — існують в мережі Інтернет з метою висловлення думки без наслідків для автора і його визначення як існуючого фізичної особи. Зазвичай, проходять модерацію, опублікування або видаляються, якщо не відповідають нормам і правилам сайту. Також авторів може чекати «покарання» у вигляді «бана» — заборони на публікацію матеріалів або обмежений доступ до ресурсів сайту. В даному випадку оглядачами часто виступають не експерти, а люди з яскраво вираженою позицією і думкою щодо питання огляду. Наприклад, огляд продукції фірми з виготовлення ролів.
Огляди по набору критеріїв. Особливостями даних оглядів є перелік критеріїв для оцінки об'єкта огляду. Даний список формується автором і ґрунтується виключно на суб'єктивних перевагах оглядача. Головним в цьому випадку є детальний опис об'єкта дослідження. Наприклад, «плюси» і «мінуси» сучасних гаджетів. Тест — ключовим аспектом є презентація предмета огляду і надання наочних прикладів. Наприклад, автор висловлює думку про фільм. Для підтвердження своєї позиції він повинен сформувати ряд доказів правоти своєї висловлювання (скріни, стоп-кадри і тд). Часто створюються через матеріальних труднощів суспільства (т. Е неможливості придбати товар або скористатися послугою). Наприклад, розпакування речей, що були замовлені з сайту «Aliexpress».